# Gournay-Loizé
Gournay-Loizé is een voormalige gemeente in het Franse departement Deux-Sèvres in het arrondissement Niort in regio Nouvelle-Aquitaine. De gemeente is ontstaan op 1 januari 1973 door de fusie van de toenmalige gemeenten Gournay en Loizé. Op 1 januari 2017 fuseerde de gemeente met het aangrenzende Les Alleuds tot de commune nouvelle Alloinay, waarvan Gournay-Loizé als hoofdplaats werd aangewezen.

## Geografie
De oppervlakte van Gournay-Loizé bedraagt 23,0 km², de bevolkingsdichtheid is 26,7 inwoners per km².
De onderstaande kaart toont de ligging van Gournay-Loizé met de belangrijkste infrastructuur en aangrenzende gemeenten.

## Demografie
Onderstaande figuur toont het verloop van het inwonertal.